# Timonius trichophorus
Timonius trichophorus är en måreväxtart som beskrevs av Elmer Drew Merrill. Timonius trichophorus ingår i släktet Timonius och familjen måreväxter. Inga underarter finns listade i Catalogue of Life.